# Loíza
Loíza és un municipi de Puerto Rico situat a la costa nord-oriental de l'illa, també conegut amb els noms de Capital de la Tradición, Los Santeros i Los Cocoteros. Confina al nord amb l'oceà Atlàntic; al sud amb Canóvanas; a l'est amb Río Grande; i a l'oest amb Carolina. Forma part de l'Àrea metropolitana de San Juan-Caguas-Maynabo.
El municipi està dividit en 6 barris: Canóvanas, Loíza Aldea, Medianía Alta, Medianía Baja, Torrecilla Alta i Torrecilla Baja.
El nom de Loíza prové del nom de la cacica Yuisa, batejada amb el nom cristià de Luisa. Una altra versió de l'origen considera que el seu nom es relaciona amb Iñigo López de Cervantes y Loayza, oïdor de l'Audiència de l'Hispaniola, que posseïa grans extensions de terreny. Loíza és un dels llocs a Puerto Rico on es manifesta l'herència africana a través de la cultura. Es conserven la música i ball de «bomba» i de «plena» reconegudes gràcies a grups folklòrics de l'àrea com els Hermanos Ayala i Los Mayombes.
Compta amb llocs d'interès al llarg de la costa, des de la punta de Cangrejos fins a la de Vacía Talega. En aquesta zona es troben les llacunes La Torrecilla i Piñones; i el Bosc Estatal de Piñones, únic en la seva classe pel seu ecosistema, fauna i flora, amb més de 3.500 cordes (mesura d'àrea de Puerto Rico) de manglar. És llar per a múltiples espècies d'aus, de les quals 46 estan en perill d'extinció.

## Galeria

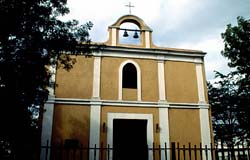
Parròquia de l'Esperit Sant i San Patrici, situada a la plaça principal de Loíza